# Euploca hypogaea
Euploca hypogaea är en strävbladig växtart som först beskrevs av Ignatz Urban och Ekman, och fick sitt nu gällande namn av Diane och Hilger. Euploca hypogaea ingår i släktet Euploca och familjen strävbladiga växter. Inga underarter finns listade i Catalogue of Life.